# Jimmy Cochran
James Michael "Jimmy" Cochran (ur. 29 maja 1981 w Burlington) – amerykański narciarz alpejski. Pochodzi z usportowionej rodziny, jego ojciec Bob Cochran oraz ciotki: Barbara Cochran, Marilyn Cochran i Lindy Cochran także uprawiali narciarstwo alpejskie.
Specjalizuje się w slalomie specjalnym i slalomie gigancie. Podczas mistrzostw świata w Val d’Isère zajął 10. miejsce w slalomie. W Pucharze Świata jego najlepszym rezultatem było siódme miejsce w gigancie w Kranjskiej Gorze (2005).
Dwunasty zawodnik slalomu podczas igrzysk olimpijskich w Turynie (2006).

## Osiągnięcia

### Igrzyska Olimpijskie
| Olimpiada  | Miejsce   | Data           | Konkurencja | Rezultat |
| ---------- | --------- | -------------- | ----------- | -------- |
| Turyn 2006 | Sestriere | 25 lutego 2006 | slalom      | 12.      |

### Mistrzostwa świata
- 2005 Bormio – 16. (gigant)
- 2007 Åre – 37. (gigant), DNF1 (slalom)
- 2009 Val d’Isère – 10. (slalom)

### Puchar Świata

#### Miejsca w klasyfikacji generalnej
- 2004/2005 – 108.
- 2005/2006 – 83.
- 2006/2007 – 89.
- 2007/2008 – 54.
- 2008/2009 – 102.
- 2009/2010 – 66.

#### Miejsca na podium w zawodach
Dotychczas nie zajmował miejsc na podium w zawodach.